# 청원군 을
청원군 을은 대한민국의 옛 국회의원 선거구이다. 당시 충청북도 청원군 지역을 관할했다.

## 역사
제헌 국회의원 선거를 앞두고 청원군 강서면, 강내면, 강외면, 옥산면, 오창면, 북이면, 북일면 지역을 관할하는 선거구로 신설되었다.
제6대 국회의원 선거를 앞두고 청원군 갑, 을 선거구가 청원군 단독 선거구로 통합되면서 폐지되었다.

## 역대 국회의원
| 선거   | 정당 | 정당   | 의원   |
| ------ | ---- | ------ | ------ |
| 1948년 |      | 무소속 | 이만근 |
| 1950년 |      | 무소속 | 곽의영 |
| 1954년 |      | 자유당 | 곽의영 |
| 1958년 |      | 자유당 | 곽의영 |
| 1960년 |      | 민주당 | 김창수 |

## 역대 선거 결과

### 대한민국 제헌 국회의원 선거
|  | 46.82% |

|  | 22.23% |

|  | 19.57% |

|  | 11.35% |

|  | 0% |

### 대한민국 제2대 국회의원 선거
|  | 17.11% |

|  | 12.69% |

|  | 11.92% |

|  | 10.32% |

|  | 9.54% |

|  | 8.12% |

|  | 7.78% |

|  | 6.64% |

|  | 5.58% |

|  | 5.26% |

|  | 4.99% |

### 대한민국 제3대 국회의원 선거
|  | 56.33% |

|  | 15.56% |

|  | 14.45% |

|  | 13.64% |

### 대한민국 제4대 국회의원 선거
|  | 51.82% |

|  | 30.80% |

|  | 17.37% |

### 대한민국 제5대 국회의원 선거
|  | 20.84% |

|  | 17.27% |

|  | 17.06% |

|  | 16.97% |

|  | 13.04% |

|  | 10.71% |

|  | 4.07% |